# Armand Gaétan Razafindratandra
Armand Gaétan Razafindratandra, né le 7 août 1925 à Ambohimalaza à Madagascar et mort le 9 janvier 2010 à Majunga, est un cardinal malgache, archevêque de Tananarive de 1994 à 2005.

## Biographie

### Prêtre
Après avoir été ordonné prêtre le 27 juillet 1954 pour le diocèse de Tananarive, Armand Gaétan Razafindratandra a été envoyé à l'Institut catholique de Paris suivre une spécialisation en pastorale catéchétique et des études en sciences sociales.
De retour dans son diocèse, il est nommé directeur de l'enseignement catéchétique et responsable des aumôneries des écoles publiques, tout en étant vicaire à la cathédrale.
Il est ensuite nommé à la tête d'un petit séminaire, puis du grand séminaire d'Ambatoroka.

### Évêque
Nommé évêque de Majunga (Madagascar) le 27 avril 1978, il est consacré le 2 juillet suivant par le cardinal Victor Razafimahatratra. Le 3 février 1994, il est nommé archevêque de Tananarive, charge qu'il assume jusqu'au 7 décembre 2005, date à laquelle il se retire pour raison d'âge.
Il a présidé la Conférence épiscopale de Madagascar (en) de 1997 à 2002.

### Cardinal
Il est créé cardinal par le pape Jean-Paul II lors du consistoire du 26 novembre 1994 avec le titre de cardinal-prêtre de Ss. Silvestro e Martino ai Monti.
Il meurt à Majunga le samedi 9 janvier 2010.